# Napoleón Carlos Bonaparte (príncipe real)
Napoleón Carlos Bonaparte, en francés: (Napoléon Charles Bonaparte) (10 de octubre de 1802 - 5 de mayo de 1807) fue príncipe imperial francés y príncipe real de Holanda, fue el hijo mayor de Luis Bonaparte (1778-1846), rey de Holanda y su esposa Hortensia de Beauharnais (1783-1837). Fue subsecuentemente, nieto de Josefina de Beauharnais y nieto adoptivo y sobrino del emperador Napoleón (su madre era hija de Josefina y había sido adoptada por Napoleón junto a su hermano Eugenio).

## Familia
Napoleón Carlos era el primer hijo, fruto del matrimonio entre Luis Bonaparte y su esposa Hortensia de Beauharnais. Tenía dos hermanos menores, Napoleón-Luis y Carlos-Luis.
Miembro de la poderosa estirpe Bonaparte, Napoleón-Carlos era el sobrino mayor de Napoleón Bonaparte. Entre sus otros tíos se encontraban José I de España, Joaquín I de Nápoles, Elisa de Lucca y Piombino, Jerónimo de Westfalia y Paulina Bonaparte.

## Heredero presunto del Primer Imperio
Al no tener hijos su tío, y siguiendo los artículos 4, 5 y 6 de la Constitución Imperial (véanse abajo), Napoleón Carlos fue declarado su heredero. Las leyes específicas eran:
Artículo 4.- Napoleón Bonaparte podrá adoptar a los hijos o nietos de sus hermanos, siempre que hayan cumplido los dieciocho años y que él mismo no tenga hijos varones al momento de adopción. - Sus hijos adoptivos están en la línea de su ascendencia directa. - Si, después de la adopción, tiene hijos varones, sus hijos adoptivos sólo pueden llevar el nombre de los descendientes naturales y legítimos. - La adopción está prohibida para los sucesores de Napoleón Bonaparte y sus descendientes.
Artículo 5.- A falta de heredero natural y legítimo o heredero adoptivo de Napoleón Bonaparte, la dignidad imperial se delega y se remite a José Bonaparte y a sus descendientes naturales y legítimos, por orden de primogenitura, y de varón a varón, hasta la exclusión perpetua de las mujeres y sus descendientes.
Artículo 6.- En ausencia de José Bonaparte y sus descendientes varones, la dignidad imperial se delega y se remite a Luis Bonaparte y a sus descendientes naturales y legítimos, por orden de primogenitura, y de varón a varón, con exclusión perpetua de mujeres y sus descendientes.
Por ello, y debido a que: a): Su primer tío José solamente tenía dos hijas (Zenaida y Carlota) y b): su tío Luciano y todos sus sucesores eran excluidos de la línea sucesoria; Napoleón Carlos era el heredero de su tío hasta que este tuviera hijos por su cuenta.

## Príncipe real de Holanda
El 2 de diciembre de 1804, el pequeño Napoleón Carlos participó en la ceremonia de la Coronación de Napoleón I. Su retrato aparecerá en el famoso cuadro del pintor Jacques-Louis David, completado en noviembre de 1807, solo unos meses después de la muerte del niño.
Al convertirse sus padre en reyes de Holanda (véase: Holanda napoleónica), Napoleón-Carlos fue a vivir con ellos a La Haya. Sin embargo, la situación no duraría por mucho tiempo, ya que unos meses después el príncipe muere de difteria en mayo de 1807 en brazos de su madre. Tenía cuatros años de edad en el momento de su defunción. Los médicos habían pensado que se trataba de un caso de sarampión y lo trataron como tal, resultando en la muerte del pequeño príncipe.
La muerte del príncipe afectó profundamente a sus padres, en especial a la reina Hortensia, quien se mostró extremadamente deprimida, llegando al extremo de preocupar profundamente a sus conocidos y al mismo emperador.

### Reacción de Napoleón
Su muerte también afligió y apenó al emperador, quien escuchó la noticia un 14 de mayo, durante una campaña militar en Polonia. La causa de la muerte de su sobrino llevó a Napoleón a lanzar un premio para reconocer la mejor tesis médica sobre la difteria y sobre cómo tratarla. La horrible noticia llegaba en un momento crítico para el matrimonio entre el emperador y su esposa, Josefina, ya que solamente unos meses atrás en diciembre de 1806, Napoleón se enteró de que había dejado embarazada a una amante, Éléonore Denuelle de La Plaigne (1787-1868), teniendo más tarde un hijo, Carlos Denuelle, “Conde de Léon”. Estos dos factores y el hecho de resultar levemente herido tras la batalla de Ratisbona, propiciaron el divorcio con Josefina en 1809. Su tío más tarde se casaría con la archiduquesa María Luisa de Austria y tendría su único hijo, Napoleón Francisco Carlos José, quien pasaría a la historia como Napoleón II.

## En busca de un lugar de descanso final (1807-1819)
El rey Luis hizo depositar los restos de su hijo mayor en la Capilla de San Carlos del Castillo de Saint-Leu-la-Forêt, cerca de París, que poseía desde 1804. De Tilsit, donde más tarde obtuvo su victoria en Friedland antes de hacer las paces con el Imperio Ruso. Allí, Napoleón pidió que los restos del príncipe fueran depositados en la Catedral de Notre-Dame de París, mientras esperaba que la Basílica de Saint-Denis estuviera lista para recibirlos definitivamente, el emperador tenía el proyecto de perpetuar la tradición monárquica depositando en esta basílica los despojos de los soberanos y príncipes de su nueva dinastía. El traslado a Notre-Dame de París tuvo lugar el 7 de julio de 1807, y el féretro se colocó en la Capilla de San Gerardo. Tras el regreso final de los Borbones en 1815, el féretro regresó a Saint-Leu-la-Forêt, a la Capilla de San Carlos del castillo antes de ser trasladado por el nuevo propietario del castillo, el príncipe de Condé, el 19 de agosto de 1819 a la cripta de la Iglesia parroquial de la localidad, donde reposa hasta la actualidad junto a su padre y su hermano Luis Napoleón.
- Datos: Q707215
- Multimedia: Napoleon Charles Bonaparte / Q707215